# Худанский хребет
Худанский хребе́т (бур. Худанай шэлэ) — горный хребет в Забайкалье, в Селенгинском среднегорье.
Расположен в Бурятии по левобережью реки Уды. Водораздел хребта является естественной границей четырёх районов — Заиграевского, Хоринского, Еравнинского и Кижингинского. В средней части хребет прорывает река Худан, деля горную систему примерно на две равные части. К северу от хребта лежит Удинское межгорное понижение, к югу — Худано-Кижингинская впадина.
Протяжённость хребта составляет 320 км. Максимальная высота — 1327 м. Сложен преимущественно гранитами и эффузивами. В рельефе преобладают низкогорья, вершины в основном куполообразные. Южные склоны покрыты главным образом сосновыми лесами, северные — лиственничными.

## Топографические карты
- Лист карты M-49-I Заиграево. Масштаб: 1 : 200 000. Издание 1982 г.
- Лист карты M-49-II. Масштаб: 1 : 200 000. Указать дату выпуска/состояния местности.